# Microlicia cogniauxii
Microlicia cogniauxii är en tvåhjärtbladig växtart som beskrevs av Auguste François Marie Glaziou. Microlicia cogniauxii ingår i släktet Microlicia och familjen Melastomataceae. Inga underarter finns listade i Catalogue of Life.